# Sauroplites
Sauroplites scutiger
Genre
Espèce
Sauroplites (signifiant « hoplite saurien ») est un genre éteint de dinosaures Ankylosauria herbivores du Crétacé précoce de Chine. Le type et seule espèce, Sauroplites scutiger, a été nommée et décrite par Anders Birnen Bohnen (en) en 1953.

## Découverte et dénomination
En 1930, le paléontologue suédois Anders Birnen Bohnen (sv) (1898-1990), lors des expéditions suédo-chinoises de Sven Hedin, a découvert un fossile d'ankylosaures près de Tebch en Mongolie intérieure.
Le nom générique est dérivé du grec sauros ou saura, « lézard », et hoplites, « hoplite, fantassin armé ». Le nom spécifique est du nouveau latin pour « porteur de bouclier », en référence à l'armure corporelle.
D'abord généralement accepté comme valide, même si un diagnostic n'avait pas été fourni à l'origine, Sauroplites a ensuite souvent été considéré comme un nomen dubium parce qu'il est basé sur du matériel fragmentaire, Certains ont cru qu'il pourrait en fait être un spécimen d'un autre ankylosaure, Shamosaurus. Cependant, en 2014, Victoria Megan Arbour (en) a découvert un trait unique évident, l'autapomorphie : le bouclier sacré ou pelvien présente des rosettes avec un grand ostéoderme central entouré d'un seul anneau de scutelles plus petites. D'autres espèces ont des anneaux multiples ou irréguliers. Elle a conclu que Sauroplites était un taxon valide.
Les spécimens n'ont pas reçu de numéro d'inventaire et sont aujourd'hui perdus, bien que certains moulages soient présents dans le Musée américain d'histoire naturelle comme spécimen AMNH 2074. Ils ont été trouvés dans une couche du groupe de Zhidan, datant probablement des stades Barrémien à Aptien. La carcasse avait été déposée sur le dos et les os avaient été érodés, à l'exception de quelques côtes et peut-être d'un morceau d'ischium, laissant des parties de l'armure corporelle dans une position largement articulée.

## Description
Les grands ostéodermes centraux des rosettes sont plutôt plats et ont un diamètre de dix centimètres. Plus à l'avant, des ostéodermes ovales, avec une carène basse asymétrique, couvrent le dos, avec une longueur pouvant atteindre quarante centimètres. Des ostéodermes de trente centimètres couvrent les côtés.

## Classification
Bohlin a placé Sauroplites dans les Ankylosauridae. Cependant, Arbour a considéré qu'il était possible qu'il soit un membre des Nodosauridae en raison de la possession d'un bouclier sacré constitué de rosettes soudées qui est inconnu chez les Ankylosauridae non équivoques, même si les restes de Nodosauridae d'Asie sont rares et controversés. Dans une analyse cladistique qu'elle a réalisée, Sauroplites a été retrouvé comme un Nodosauridae,.